# An Italian Songbook (Cecilia Bartoli-album)
An Italian Songbook är ett musikalbum från 1997 med Cecilia Bartoli. Hon sjunger bel canto-sånger av de italienska 1800-talstonsättarna Vincenzo Bellini, Gaetano Donizetti och Gioacchino Rossini till James Levines pianoackompanjemang.

## Låtlista
1. Aragonese (Rossini) – 3'31
2. Vaga luna che inargenti (Bellini) – 4'03
3. Il barcaiolo (Donizetti) – 2'47
4. Ah! rammenta, o bella Irene (Donizetti) – 5'39
5. L'abbandono (Bellini) – 4'17
6. Or che di fiori adorno (Rossini) – 4'02
7. Malinconia, ninfa gentile (Bellini) – 1'17
8. Amore e morte (Donizetti) – 3'28
9. Bolero (Rossini) – 3'32
10. La conocchia (Donizetti) – 2'20
11. Il fervido desiderio (Bellini) – 2'35
12. Torna, vezzosa Fillide (Bellini) – 7'54
13. Vanne, o rosa fortunata (Bellini) – 2'07
14. Dolente immagine di Fille mia (Bellini) – 3'16
15. La farfalletta (Bellini) – 2'01
16. A ma belle mère (Rossini) – 2'59

## Medverkande
- Cecilia Bartoli – mezzo-sopran
- James Levine – piano

### Fotnoter
1. ↑  ”Decca”. https://www.deccaclassics.com/en/catalogue/products/cecilia-bartoli-an-italian-songbook-6983. Läst 27 oktober 2011.